# آربوکار
آربوکار (به فرانسوی: Arboucave) یک کمون در فرانسه است که در canton of Geaune واقع شده‌است. آربوکار ۹٫۸۹ کیلومتر مربع مساحت دارد ۹۲ متر بالاتر از سطح دریا واقع شده‌است.